# Dolno Orizari
Dolno Orizari (en macédonien Долно Оризари) est un village du centre de la Macédoine du Nord, situé dans la municipalité de Vélès. Le village ne comptait aucun habitant en 2002. 